# Polideportivo del Callao
El Polideportivo Callao es un centro polideportivo que se ubica en el distrito de Bellavista en la provincia constitucional del Callao en Perú. Se encuentra dentro de las instalaciones de la Villa Deportiva del Callao y fue construido especialmente para que se desarrollen ahí las disciplinas de voleibol y taekwondo de los Juegos Panamericanos de 2019. Tiene una capacidad para 6100 espectadores y cuenta con 2 áreas para calentamiento.